# بياتسا أرميرينا
بياتسا أرميرينا (بالإيطالية: Piazza Armerina)‏ هي بلدية في مقاطعة إنا في صقلية الإيطالية.

## السكان
في سنة 1861 بلغ عدد السكان 21٬716 نسمة، وتطور العدد ليصل في سنة 2011 لـ 22٬196 نسمة.
يظهر هذا المخطط البياني تطور النمو السكاني لـ بياتسا أرميرينا

## توأمة
لبياتسا أرميرينا اتفاقيات توأمة مع:
- كانيلي

## أعلام
- بوريس جوليانو